# 黄德馨
黄德馨（1907年—1999年），别名惟吾，男，湖北应城人，中国军事人物、政治人物，曾任黑龙江省政协副主席，第六届全国人大代表。